# Sərxan Əliyev
Sərxan Əliyev –también escrito como Sarkhan Aliyev– (29 de julio de 1998) es un deportista azerbaiyano que compite en boxeo. Ganó una medalla de bronce en el Campeonato Mundial de Boxeo Aficionado de 2021, en la categoría de 71 kg.

## Palmarés internacional
| Campeonato Mundial | Campeonato Mundial | Campeonato Mundial | Campeonato Mundial |
| Año                | Lugar              | Medalla            | Categoría          |
| ------------------ | ------------------ | ------------------ | ------------------ |
| 2021               | Belgrado (Serbia)  | Medalla de bronce  | 71 kg              |